# Médaille Pickering
Pour les articles homonymes, voir Pickering (homonymie).
La médaille Pickering est une distinction scientifique décernée annuellement par la Société royale de Nouvelle-Zélande. Elle vise à « reconnaître des personnes qui ont apporté des contributions exceptionnelles à la société néo-zélandaise et à la culture en science, mathématiques, sciences sociales et technologie. Elle est décernée en or, argent et bronze.
Le lauréat, durant sa présence en Nouvelle-Zélande, doit avoir à travers la conception, le développement ou l'invention, produit un travail innovant d'importance aussi bien nationale qu'internationale, ou ayant rencontré un succès commercial significatif.
La médaille porte le nom de l'ingénieur d'origine néo-zélandaise William Pickering, spécialiste des sondes spatiales.

## Lauréats
- 2004 : Robert Buckley[2]
- 2005 : John Boys
- 2006 : Murray McEwan
- 2007 : John McKinnon
- 2008 : Ross Ihaka[3]
- 2009 : Kenneth McNatty
- 2010 : Frank Griffin
- 2011 : David Ryan
- 2012 : David Williams
- 2013 : Harold Marshall[4],[5] (acoustique)
- 2014 : Simon Malpas[6] (bio-ingénierie)
- 2015 : Margaret Hyland (en)
- 2016 : Iain Anderson, « pour le développement et la commercialisation de la technologie des polymères électroactifs qui peuvent imiter l'action des muscles »[7],[8]
- 2017 : Stephen Henry, « pour le développement et la commercialisation d'une technologie de modification de surface, appelée technologie Kode, ayant un potentiel d'utilisation thérapeutique, notamment pour la lutte contre le cancer, la réduction des infections chirurgicales et la cicatrisation des plaies »[9]
- 2018 : équipe AR37 Novel Endophyte (AgResearch (en)) « pour le développement et le soutien de l'endophyte AR37 dans l'agriculture, dont la contribution à l'économie néo-zélandaise est estimée à 3,6 milliards de dollars néo-zélandais pendant la durée du brevet. »[10]
- 2019 : Cather Simpson (en) (université d'Auckland) « pour la recherche pionnière et la commercialisation de technologies photoniques innovantes répondant à des défis axés sur la Nouvelle-Zélande et ayant un impact mondial »[11].
- 2020 : équipe de recherche et développement de Rocket Lab pour « des percées techniques qui ont permis à Rocket Lab de devenir le premier fournisseur mondial de petits lancements dédiés aux petits satellites. Ces innovations comprennent des moteurs de conception unique, l'impression 3D pour la fabrication et la construction en composite de carbone »[12]
- 2021 : Keith Cameron et Hong Di (Université Lincoln) pour « l'invention d'une nouvelle technologie pour traiter les effluents des exploitations laitières afin de recycler l'eau et de réduire le lessivage des phosphates et d'E. coli dans l'eau »[13].
- 2022 : Rodney Badcock (Robinson Research Institute, Université Victoria de Wellington]) pour « le développement de technologies supraconductrices qui permettent la réalisation de machines électriques à la pointe de l'ingénierie actuelle, telles que les avions électriques et les trains à grande vitesse »[14]